# Kavála
Kavala (tiếng Hy Lạp: Καβάλα, Kavála) là một thành phố thuộc tỉnh Đông Macedonia và Thrace, Hy Lạp. Thành phố Kavala có tổng diện tích km2, dân số năm năm 2011 là 70.360 người. Đây là thành phố lớn thứ 18 của Hy Lạp.